# Leptojulis
Leptojulis – rodzaj ryb okoniokształtnych z rodziny wargaczowatych.

## Klasyfikacja
Gatunki zaliczane do tego rodzaju:
- Leptojulis chrysotaenia
- Leptojulis cyanopleura
- Leptojulis lambdastigma
- Leptojulis polylepis
- Leptojulis urostigma